# Liste von Werken zu Franz Kafka

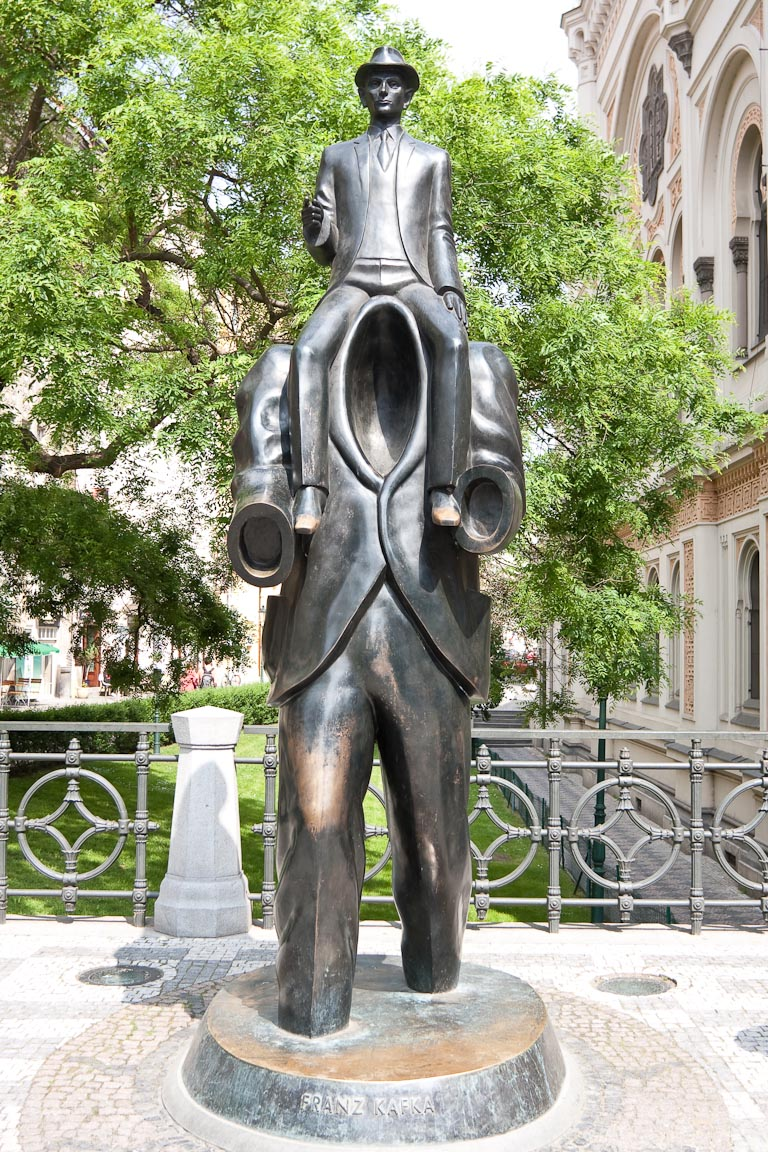
Franz-Kafka-Statue in Prag

Diese Liste enthält Kompositionen, Filme und weitere Werke zu Leben und Schaffen von Franz Kafka.

## Musik

### Geschichte

#### Erste Kompositionen
Es gab zahlreiche Kompositionen zum Werk von Franz Kafka.
„Offenbar als erster hat Max Brod einen Kafka-Text vertont; er berichtet selbst, dass er 1911 das Gedicht Kleine Seele – springst im Tanze […] mit einer einfachen Melodie versehen habe“
Von historischer Bedeutung sind die „in den Jahren 1937/1938 unter dem Eindruck der Verfolgung durch die Nationalsozialisten“ im Exil entstandenen 5 Lieder für Gesang und Klavier nach Worten von Franz Kafka von Ernst Krenek, der in seiner Musik „der existentiellen Bedrängtheit und Bedrohtheit des Individuums“ und somit „seiner eigenen Situation als Exilierter und Verfolgter“ Ausdruck verlieh.
Ebenfalls im Exil entstanden Theodor W. Adornos Sechs Bagatellen für Gesang und Klavier op. 6 (1942), darunter Trabe, kleines Pferdchen nach Franz Kafka. Mit kompositorischen Mitteln zeichnet er Kafkas Vorahnungen vom Krieg sowie das Zerbrechen vertrauter Lebensformen und alter Wertvorstellungen nach, das Kafka in Worte gefasst hat: „Kleines Pferdchen, du trägst mich in die Wüste, Städte versinken, […] Mädchengesichter versinken, verschleppt vom Sturm des Ostens.“
Danach setzte erst „mit den frühen fünfziger Jahren die große Wirkung Kafkas in der Musik“ ein.

#### György Kurtág
Einige wichtige Vertonungen entstanden in östlichen europäischen Ländern, wo die existenzielle Bedrohung des Individuums in der Lebenswirklichkeit der Komponisten noch spürbar war, die Kafka in seinen Texten so oft beschrieben hatte.

„Die vielleicht berühmteste Vertonung beruht übrigens nicht auf den Romanen Kafkas, sondern auf seinen Briefen und Tagebüchern. Der Ungar György Kurtág notierte sich daraus über Jahre hinweg einzelne Sätze in sein Skizzenbuch. ‚Ihre Welt aus knappen Sprachformeln, erfüllt von Trauer, Verzweiflung und Humor, Hintersinn und so vielem zugleich, liess mich nicht mehr los‘, sagte er einmal dazu. Daraus entwickelte sich allmählich in den 1980er-Jahren ein Zyklus von 40 ‚Kafka-Fragmenten‘ für Sopran und Violine. ‚Meine Gefängniszelle – meine Festung‘ sollte es ursprünglich heissen, denn es ist auch autobiographisch zu verstehen. Entstanden ist ein Werk von extremer Ausdruckskraft und eindringlicher Kürze.“

Dabei bedient sich Kurtág einer musikalischen Darstellungsweise, die der für Kafka typischen Sprachbehandlung entspricht: Es ist die „Reduktion“ auf kleine Gesten und Formulierungen, die auch als Erzählprinzip am Werk Kafkas festgemacht werden kann.
Mehrere CD-Einspielungen belegen den hohen Grad der Wertschätzung, welche Kurtágs Kafka-Fragmente in kürzester Zeit gefunden haben.

### Opern und Bühnenmusiken
- Hans Werner Henze: Ein Landarzt, Oper (1951).
- Gottfried von Einem: Der Prozess, Oper (1953).
- Pierre Schaeffer und Pierre Henry: Bühnenmusik für die Bühnenfassung (Kassel) von Das Schloss (1955).
- Rainer Kunad: Das Schloß Oper (1960/61).
- Roman Haubenstock-Ramati: Amerika, Oper (1961–64; Neufassung 1992 unter Beat Furrer; 1967 vier Teile daraus bearbeitet als Symphonie „K“).
- Niels Viggo Bentzon: Faust 3, Oper; Libretto verwendet Themen und Figuren von Goethe, Kafka und Joyce (1964).
- Gunther Schuller: The Visitation, „Jazz-Oper frei nach einem Motiv von Kafka“ (1966).
- Joanna Bruzdowicz: Die Strafkolonie; Oper für eine Singstimme (Bass), Pantomimen, Schlagzeug und Elektronik (1968).
- Fiorenzo Carpi: La porta divisoria [Die trennende Türe], Oper (nach Kafka Die Verwandlung) 1969.
- Miloš Štědroň: Aparát, Kammeroper nach: „In einer Strafkolonie“ (1970).
- Ellis Kohs: America; Oper (1971).
- Alfred Koerppen: Das Stadtwappen; Szene für Soli (Tenor, Bariton, Bass), gemischten Chor und großes Orchester nach einem Text von Franz Kafka (1973).

- Peter Michael Hamel: Kafka-Weiss-Dialoge – Bühnenmusik zum „Neuen Prozess“ von Peter Weiss, für Viola und Violoncello (1983).
- Michèle Reverdy: Le Château; Libretto von Michèle Reverdy nach Alfred Vialattes Übersetzung von Das Schloß, nicht aufgeführt, unveröffentlicht (1980–1986).[9]
- André Laporte: Das Schloss, Oper (1986); daraus zwei Orchestersuiten (1984/87).
- Paul-Heinz Dittrich: Die Verwandlung (1986)[10]
- Rolf Riehm: Das Schweigen der Sirenen (1987) erweitert zur musiktheatralischen Komposition für 4 Sänger, 2 Sprechstimmen und Orchester (1994).
- Aribert Reimann: Das Schloss, Oper nach Kafkas Roman (1990/92).
- Ron Weidberg: Die Verwandlung, Oper für  f. Solostimmen und Kammerorchester (1996).

- Xaver Paul Thoma: Kafka, Ballett in 24 Bildern (1995/96).
- Philip Glass: In the Penal Colony [In der Strafkolonie], Oper (2000).

- Thomas Beimel: In der Strafkolonie, Musik zur Bühnenfassung der gleichnamigen Erzählung von Franz Kafka, (2001).
- Georg Friedrich Haas: Die schöne Wunde Oper nach Franz Kafka, Edgar Allan Poe u. a. (2003).
- Poul Ruders: Kafka’s trial, Einakter mit Präludium (2005).
- Salvatore Sciarrino: La porta della legge [Vor dem Gesetz], Oper (2009).
- Michel Roth: Im Bau [Der Bau], 14 Klangräume nach Franz Kafka (2011).
- Hans-Christian Hauser: Der Schlag ans Hoftor – eine szenisch musikalische Collage zu 17 kurzen Erzählungen Kafkas (2013).
- Philip Glass: The Trial [Der Prozess], Oper (2015).
- Peter Androsch: Goldküste – Mono-Oper nach „Ein Bericht für eine Akademie“ von Franz Kafka für einen Sänger und Instrumentalensemble (2018).

### Sinfonische Musik
- Vladimír Sommer: Vokální symfonie [Vokalsymphonie] für Mezzosopr., Sprecher, gemischten Chor und Orchester mit Texten von Franz Kafka (1. Satz V noci [In der Nacht]), Dostojewski und Pavese (1958).
- Roman Haubenstock-Ramati: Symphonie „K“, 1967, nach Oper Amerika (1961/64)

### Chormusik
- Ernst Krenek: 6 Motetten nach Worten von Franz Kafka, op.169 für gemischten Chor (1959).
- Eduard Steuermann: Auf der Galerie, Kantate (1963/64).
- Zbyněk Vostřák: Kantate nach Kafka für gemischten Chor, Bläser und Schlagzeug op. 34 (1964).
- Peter Graham (Jaroslav Stastny-Pokorny): Der Erste, Kammerkantate nach Texten von Franz Kafka (1997).
- Abel Ehrlich: Kristallnacht, Kantate für Chor und Orchester, Texte: Franz Kafka sowie Fragmente aus Nazi-Liedern (1998).
- Martin Smolka: Der Wunsch, Kafka zu werden für gemischten Chor (2004).

### Szenische Musik
- Paul-Heinz Dittrich: Die Verwandlung, szenische Kammermusik für einen Pantomimen, einen Sprecher, 5 Vokalisten, Violine, Violoncello und Bassklarinette (1983).

### Gesang mit Instrumentalbegleitung
- Max Brod: Kleine Seele – springst im Tanze, Lied, 1911, erste bekannte Vertonung eines Kafka-Textes, nicht erhalten[11]
- Ernst Krenek: 5 Lieder für Gesang und Klavier nach Worten von Franz Kafka, 1937/1938
- Theodor W. Adorno: Sechs Bagatellen für Gesang und Klavier op. 6 (1923–1942), darunter Trabe, kleines Pferdchen (1942)
- Eduard Steuermann: Vier Lieder für eine hohe Frauenstimme und Klavier (1935–1942), darunter Trabe, kleines Pferdchen (1942)
- Vivian Fine: The Great Wall of China, vier Lieder für Singstimme, Flöte, Cello und Klavier (1948).
- Max Brod: Tod und Paradies, zwei Lieder nach Versen von Franz Kafka für Sopran und Klavier (1951).
- Hermann Heiss: Expression K. – 13 Gesänge nach Kafka für Singstimme und Klavier (1953).
- Max Brod: Schöpferisch schreite! aus dem Liedzyklus op. 37 (1956)
- Lukas Foss: Time Cycle, 4 songs for soprano and orchestra nach Texten von Wystan Hugh Auden, Alfred Edward Housman, Franz Kafka und Friedrich Nietzsche (1959–1960); Version f. Sopran, Klar., Cello, Celesta, Schlz. (1960).
- Fritz Büchtger: Die Botschaft, Gesänge nach Franz Kafka für Bariton und Orchester (1970).
- Alberto Ginastera: Milena, Kantate für Sopran und Orchester op. 37 (1970).
- Josef Tal: Scene, Monodrama für Sopran oder Tenor (szenisch aufzuführen); Text aus Franz Kafkas Tagebüchern (1978/1982).
- Alexander Goehr: Das Gesetz der Quadrille für tiefe Stimme und Klavier (1979).
- Lee Goldstein: An Imperial Message (nach einem Text von Kafka) für Sopran und Kammerensemble (1980).
- Ulrich Leyendecker: Versunken in die Nacht für Sopran und Kammerorchester (1981).
- György Kurtág: Kafka-Fragmente, Liederzyklus für Sopran und Violine op. 24 (1985/86).
- Vojtěch Saudek: Ausflug ins Gebirge für Mezzosopran und 11 Instrumente (1986).
- Ruth Zechlin: Frühe Kafka-Texte für Singstimme und fünf Instrumente (1990).
- Rolf Riehm: Das Schweigen der Sirenen für Sopran, Tenor und Orchester (1987).
- Anatolijus Ṧenderovas: Der tiefe Brunnen nach Franz Kafka für Gesang und fünf Instrumente (1993).
- Pavol Ṧimai: Fragmente aus Kafkas Tagebuch für Altstimme und Streichquartett (1993).
- Menachem Zur: Gesang eines Hundes für Mezzosopran und Klavier (1994).
- Ron Weidberg: Josefine, die Sängerin oder Das Volk der Mäuse für  Sopran, Streichquartett und Klavier (1994).
- Gabriel Iranyi: Zwei Parabeln nach Texten von Franz Kafka für Mezzosopran und Streichquartett (2. Streichquartett/1998).
- Juan María Solare: Nachts für Bariton, Klarinette, Trompete und Gitarre (2000).
- Hans-Jürgen von Bose: K.Projekt nach Texten aus verschiedenen Werken Kafkas für Countertenor und Violoncello (2002).
- Hans-Jürgen von Bose: Der Ausflug ins Gebirge für Countertenor und Klavier nach Texten von Franz Kafka (2005) sowie Kafka-Zyklus für Countertenor und Cello, Aribert Reimann zum 70. Geburtstag gewidmet (2006).
- Isabel Mundry: Wer? nach Fragmenten von Franz Kafka für Sopran und Klavier (2004).
- Jan Müller-Wieland: Rotpeters Trinklied – nach Franz Kafkas „Ein Bericht für eine Akademie“ für Bariton und Klavier (2004); Ein Traum, was sonst – frei nach Kleist und Kafka für Orch. (2006).
- Christian Jost: Der explodierende Kopf: Fragment aus „Das Urteil“ von Franz Kafka für Sopran und Klavier (2004).
- Charlotte Seither: Einlass und Wiederkehr, Elf Bruchstücke für Sopran und Klavier frei nach Franz Kafka (2004); Minzmeissel – Drei kleine Stücke für Stimme und Klavier, Texte: Franz Kafka, (2006).
- Stefan Heucke: Der Gesang aus der tiefsten Hölle, Zyklus nach Texten von Franz Kafka für Mezzosopran und Klavier op. 26 (2006).
- Péter Eötvös: The Sirens Cycle für Streichquartett und Koloratursopran (2016).
- Evgeni Orkin: Kafka-Lieder nach Gedichten von Franz Kafka für Stimme und Klavier op. 67 (2017).

### Sprecher mit Begleitung
- Bruno Maderna: Studi per „Il processo“ di Franz Kafka für Sprechstimme, Sopran und Orchester (1950).
- Jan Klusák: Vier kleine Stimmübungen. Über Texte von Franz Kafka für Sprechstimme und elf Blasinstrumente (1960). In den Jahren 1993–97 entstand seine Kammeroper Zprava pro Akademii nach Kafkas Bericht für eine Akademie.
- Jiráčková Marta: Die Wahrheit über Sancho Panza, nach einem Aphorismus von Franz Kafka, für Sprecher, Flöte, Fagott, Cello und Schlagzeug op. 48 (1993).
- Bruno Maderna: Studi per „Il processo“ di Franz Kafka für Sprechstimme, Sopran u. Orch. (1950).
- Mischa Käser: Kafka-Zyklus für Sprecher, Sopran, 3 Schlagzeuger (1987/88).

### Instrumentalmusik
- Boris Blacher Epitaph – Zum Gedächtnis von Franz Kafka (Streichquartett Nr. 4) op. 41 (1951).
- Roman Haubenstock-Ramati: Vermutungen über ein dunkles Haus – Hommage à Franz Kafka, für Orch. (1963).
- František Chaun: Kafka-Trilogie für Orchester (1964–68).
- Armando Krieger: Metamorfosis d’après une lecture de Kafka für Klavier und Kammerorchester (1968).
- Petr Heym: Kafka-Fragmente für Klavier (1971).
- Tomasz Sikorski: Zerstreutes Hinausschauen für Klavier (1971/72).
- Heinz Heckmann: Reflexionen für Klarinette und Violoncello zu Erzählungen von Franz Kafka (1975).
- Friedhelm Döhl: Odradek für zwei offene Flügel nach Kafka (1976).
- Klaus-Karl Hübler: Chanson sans paroles – Kafka-Studie I für Klarinette, Violoncello und Klavier (1978).
- Frédérik van Rossum: Hommage à Kafka für Schlagzeug und Klavier (1979).
- Peter Michael Hamel: Bühnenmusik zu Der neue Prozess (Peter Weiss) für Viola und Violoncello (1983).
- Francis Schwartz: Kafka in Río Piedras für Orchester (1983).
- Reinhard Febel: Auf der Galerie, für 11 Streichinstrumente (1985).
- André Laporte: Schloss-Sinfonie (nach dem Roman von Kafka) für Orchester (1984/87).
- Tomasz Sikorski: Milczenie syren [Das Schweigen der Sirenen] für Violoncello solo (1987).
- Petr Eben: Briefe an Milena; 5 Klavierstücke (1990).
- Ruth Zechlin: Musik zu Kafka, fünf Sätze für Schlagzeug solo nach Frühe Kafka-Texte (1992); Neufassung der Schlagzeugstücke unter dem Titel Musik zu Kafka II (1994).
- Cristóbal Halffter: Odradek, Homenaje a Franz Kafka für gr. Orchester (1996).
- Friedemann Schmidt-Mechau: Dreierlei – Musik für Barock-Klarinette[12] nach Textfragmenten aus Betrachtungen über Sünde, Leid, Hoffnung und den wahren Weg und aus dem dritten Oktavheft von Franz Kafka (2002).
- Gianluca Podio: I giardini di Kafka, für Gitarre und Marimba (2010).

### Experimentelle Musik
- Landoper, 1950
- Mischa Käser: Kafka-Zyklus für Sprecher, Sopran, 3 Schlagzeuger (1987/88).
- Dieter Schnebel: Das Urteil – Raum-Musik nach Franz Kafka für Instrumente, Stimmen und sonstige Schallquellen (1959/90).
- Tzvi Avni: 5 Variations for Mr. K. für Schlagzeug und Zuspiel-CD (1981).
- Paul-Heinz Dittrich: Die Verwandlung, szenische Kammermusik für einen Pantomimen, einen Sprecher, 5 Vokalisten, Violine, Violoncello und Bassklarinette(1983).
- Mischa Käser: Kafka-Zyklus für Sprecher, Sopran, 3 Schlagzeuger (1987/88).
- Kommissar Hjuler: Forvandlingen af Franz Kafka/Stolen Chorusses für Sprecher, Chor und Klavier (2016)
- Juan María Solare: Kleine Fabel für Sprechtrio (2005).
- Matthias Kaul: Kafkas Heidelbeeren; ein „imaginäres Vokal- und Instrumentaltheater“ für Stimmen, Instrumente und Live-elektronik (2005).

### Filmmusik
- Jean Ledrut: The Trial, Filmmusik zu dem gleichnamigen Film von Orson Welles (1962).
- Herbert Trantow: Das Schloss, Filmmusik zu dem gleichnamigen Film von Rudolf Noelte (1968).
- Evžen Illín: Die Verwandlung, Filmmusik zu dem gleichnamigen Film von Jan Němec (1975).
- Cliff Martinez: Kafka, Filmmusik zu dem gleichnamigen Film von Steven Soderbergh (1991).
- Carl Davis: Der Prozess, Musik zu dem Film von David Hugh Jones und Harold Pinter (1993).
- Viktor Sobolenko: Prozess (nach Franz Kafka), Musik zu dem Film von Konstantin Seliverstov (2014).
- Rainer Oleak: Der Bau (nach Franz Kafka), Musik zu dem Film von Jochen Alexander Freydank (2014).
- Artyom Somoilenko: Das Schloss (nach Franz Kafka), Musik zu dem Film von Konstantin Seliverstov (2017).

### Hörspielmusik
- Berthold Goldschmidt: Nachforschungen eines Hundes – Musik zu dem gleichnamigen Hörspiel nach Kafka (1969).
- Michel Roth: Im Bau – 14 Klangräume nach Franz Kafka, Hörspielfassung (2014/2019).

### Jazz und Rock
- Jaroslav Rudiš und Jaromír Švejdík produzierten unter dem Namen „Kafka Band“ 10 Songs zu Kafkas Romanfragment Das Schloss (2014) und Alben zu Amerika (2019) und Der Process (2023).[13]
- Der britische Pop-Rock-Musikers Peter Gabriel ließ sich nach seinen Angaben bei dem Inhalt des Liedes I Don’t Remember[14] von 1980 stark von dem Roman Der Process beeinflussen.[15]

### Forschungsgeschichte
Bemerkenswerterweise wurde dem Phänomen der Kafka-Vertonung bisher nur wenig Beachtung geschenkt. Erst 2018 erfolgte mit einer weit gefächerten Aufsatzsammlung zum Thema „Franz Kafka und die Musik“ ansatzweise die Aufarbeitung.
Auf die Frage, was Komponisten an Kafkas Texten so sehr reizen könnte, dass sie die Texte in musikalische Kompositionen umwandeln, versucht Frieder von Ammon eine Antwort mit dem Schlüsselbegriff der „Musikwidrigkeit“. Anhand von Kafkas Text Das Schweigen der Sirenen zeigt er, dass die literarische Vorlage per se „nicht den Wunsch“ habe, „Musik zu werden.“ Zwar sei der Text durchaus nicht „unmusikalisch“, doch stelle er für die Komponisten insofern eine besondere Herausforderung dar, als er die Komponisten zu einer „strengen Prüfung“ der „dabei zu verwendenden kompositorischen Mittel zwinge, und genau in diesem Moment, in der spezifischen Widerborstigkeit der Texte Kafkas, in ihrer anti-kulinarischen, anti-opernhaften Grundhaltung, die zugleich eine kritische Selbstreflexion erforderlich macht, muss ein besonderes Faszinosum für Komponisten liegen. Anders ist die große Zahl von Kafka-Kompositionen nicht zu erklären“.

## Filme
Es gab zahlreiche Filme zu Werken und Leben von Franz Kafka. Der prominenteste war Der Prozeß (1962) von Orson Welles mit Anthony Perkins, Jeanne Moreau und Romy Schneider. Der Kurzfilm Franz Kafka’s It’s a Wonderful Life erhielt 1995 einen Oscar.

### Zu seinem Werk
- Der Prozeß (Le procès), 1962, Regie Orson Welles, mit Anthony Perkins, Jeanne Moreau, Romy Schneider.
- Das Schloß, 1968, Regie Rudolf Noelte, nach Theaterinszenierung
- Die Verwandlung, 1975, Regie Jan Němec, mit Heinz Bennent, 55 Minuten

- Klassenverhältnisse (Rapports de classes), 1983, Regie Jean-Marie Straub, Danièle Huillet, nach „Der Verschollene“
- Der Prozeß (The Trial), 1993, Regie David Jones, Drehbuch Harold Pinter
- Das Schloß, 1997, Regie Michael Haneke

- Prevraschenje, Russland 2002, Regie Valeri Fokin, 84 Minuten[20]
- Kafkas Der Bau, 2014, Regie Jochen Alexander Freydank. Mit Axel Prahl

### Zu seiner Person

#### Dokumentarfilme
- Max Brod über Franz Kafka, 1968[21]
- Ich stelle mich noch einmal vor: Ich heiße Franz Kafka. Dokumentation, Österreich, Deutschland, 2004, 60 Minuten, von Peter Zurek und Karl Pridun, ORF, Erstausstrahlung: 16. Oktober 2004 bei 3sat,[22]

- Du bist mein Menschengericht. Briefe von Felice an Franz Kafka. Dialogmontage, 2004, von Wolfgang H. Fleischer und Zoltan Pataky, Leser: Vera Borek und Eugen Star
- Wer war Kafka? Dokumentarfilm, Frankreich, 2006, 97 Minuten, Regie Richard Dindo, Erstausstrahlung am 26. Januar 2007, Produktion arte,[23]
- K.af.ka fragment, 2001,  Filmessay, Regie Christian Frosch, 85 Minuten, mit Lars Rudolph (Kafka), Ursula Ofner (Felice), nach „Briefe an Felice“[24]
- Kafka. Wege entstehen beim Gehen Dokumentarfilm von Angelika Kellhammer, 44 Minuten, Bayerisches Fernsehen 2015.[25]
- Franz Kafka in seiner Zeit, um 2015, Dokumentarfilm von Cornelia Köhler, 21:43 Minuten, Schulfilm[26]
- Kennen Sie Kafka? Regie: Pavel Šimák, ARTE, CT, Tschechische Republik, 2024, 52 Minuten
- Kafkas letzte Reise. Buch: Hans-Gerd Koch, Regie und Kamera: Clemens Schmiedbauer, Österreich, 2024, 65 Minuten[27]

#### Spielfilme
- Geliebte Milena (Milena), Frankreich, Kanada, BRD, 1990, 120 Minuten, Regie Véra Belmont, mit Philip Anglim, Valérie Kaprisky, Gudrun Landgrebe,[28]
- Kafka, Spielfilm, USA 1991, 93 Minuten, Drehbuch Lem Dobbs, Regie Steven Soderbergh, Musik Cliff Martinez, mit Jeremy Irons, Theresa Russell, Joel Grey, Ian Holm, Jeroen Krabbé, Armin Mueller-Stahl, Alec Guinness.
- Die Herrlichkeit des Lebens, Deutschland, Österreich 2024, Regie: Georg Maas und Judith Kaufmann, mit Sabin Tambrea, Henriette Confurius, Manuel Rubey, Daniela Donja Golpashin, Alma Hasun

#### Serien
- Kafka, Österreich, 2024, Regie David Schalko, Drehbuch Daniel Kehlmann, mit Joel Basman, David Kross, Nicholas Ofczarek, Liv Lisa Fries

### Kurzfilme
- The Metamorphosis of Mr. Samsa, 1977/78, Animationsfilm, 10 Minuten, Regie Caroline Leaf[29]
- Kafkas Traum, 1989/90, Animationsfilm, 9 Minuten, Regie Sieglinde Hamacher[30]
- A Licensed Liberty., 1990, 34 Minuten, Regie Michael Kreihsl,[31]
- Franz Kafka, 1992, Animationsfilm von Piotr Dumała
- The Metamorphosis of Franz Kafka, 1993, 30 Minuten, Regie Carlos Atanes[32]
- Franz Kafka’s It’s a Wonderful Life, 1993, 23 Minuten, Buch und Regie Peter Capaldi, BBC Scotland; erhorlt 1995 Oscar in der Kategorie Best Shortfilm/Live Action, mit Richard E. Grant, Franz Kafka sitzt gerade an dem ersten Satz seiner Erzählung Die Verwandlung und verzweifelt an der Tatsache, dass ihm nicht die passende Verwandlungsform für seine Hauptfigur Gregor Samsa einfällt.
- Entschlüsse, 2003, Experimentalkurzfilm, 4 Minuten, Regie Mirko Tzotschew[33]
- Heimkehr, 2004, 8 Minuten, Regie Mirko Tzotschew[34]
- Menschenkörper, 2004, Regie Tobias Frühmorgen, nach Ein Landarzt[35]
- Grosser Lärm, 2006, Experimentalkurzfilm, 10 Minuten, Regie Mirko Tzotschew
- Pferdekopf, 2006, Experimentalkurzfilm, 4 Minuten, Regie Mirko Tzotschew, nach „Wunsch, Indianer zu werden“
- Un voyage en Italie, Frankreich 2006, 22 Minuten, Regie Christophe Clavert, Produktion; Les Films du saut du tigre
- Kafka – inaka isha (カフカ 田舎医者; Kafka – Ein Landarzt), Japan 2007,  Animationsfilm, 20 Minuten, Regie: Kōji Yamamura
- Fahrgast, Deutschland 2008, 10 Minuten, Regie Mirko Tzotschew
- Once Hijos, 2010, 15 Minuten, Regie: Rafael Gómez, Adaption der Erzählung Elf Söhne[36]
- Die Vorüberlaufenden, 2015, 2 Minuten, Regie Nikolai Jacobi. Mit Jörg Reichlin:[37]
- Die Verwandlung, 2015, 20 Minuten, Regie: Igor Plischke

## Hörspiele
Es gab einige Hörspiele nach Werken von Franz Kafka sowie über seine Person. Am ausführlichsten waren die zwölfteiligen Folgen von Der Process (2010) und Das Schloss (2017) im Bayerischen Rundfunk.
- Der Prozeß, Hessischer Rundfunk, 2. Februar 1949, erstes bekanntes Hörspiel nach einem Werk von Franz Kafka im deutschen Rundfunk
- Das Schloß, 5. Januar 1954
- Amerika, 9. April, 1957
- In der Strafkolonie, 3. Juli 1963
- Ein Bericht für eine Akademie, 6. September 1963
- Türhütergleichnis und Palaver, 3. Juli 1968, 8. Juli 1983
- Rotpeters Bericht für eine Akademie, 8. Juni 1974
- Drei Mikrodramen, 15. April 1978
- Worin besteht deine Macht?, 6. Juli 1983
- Josephine die Sängerin oder das Volk der Mäuse Franz Kafka, 1. Januar 1985
- Die Verwandlung, 2. Juni 2002
- Kein Brief gestern keiner heute, Collage von Matthias Baxmann, MDR, 2003,[39] Hörspiel des Jahres 2003[40]
- Der Prozess nach Franz Kafka. Hörstück. Mit Philipp Hochmair. Produktion und Regie: Andrea Gerk, Komposition: Michael Maierhof. Herzrasen Berlin 2004, ISBN 3-937362-02-9
- Amerika nach Franz Kafka. Hörstück. Mit Philipp Hochmair. Produktion und Regie: Andrea Gerk, Komposition: Michael Maierhof. Herzrasen Berlin 2005, ISBN 3-937362-05-3
- In der Strafkolonie, 1. Juli 2007
- In der Strafkolonie, Schweizer Radio und Fernsehen (SRF), [ohne Jahr, um 2010?], von Claude Pierre Salmony
- Der Process, Bayerischer Rundfunk, 12 Teile, 26. Dezember 2010 bis 6. Januar 2011, Hörspiel des Monats Dezember 2010
- Der Verschollene , SWR, 2 Teile 20./27. Februar 2011
- Beschreibung eines Kampfes, 3. Juli 2013
- Das Schloss, Bayerischer Rundfunk, 12 Teile, 15. Januar bis 2. April 2017
- Das Stadtwappen, musikalische Hörcollage, Deutschlandradio, mit Schauspielschule Ernst Busch Berlin, Oktober 2021
- Kafkas letzte Tage, Podcast in 53 Teilen, mit Robert Stadlober als Franz Kafka und Julia Franz Richter als Dora Diamant, Österreichische Franz-Kafka-Gesellschaft und Österreichische Gesellschaft für Literatur[41][42]

mit Texten von anderen Autoren
- Der Prozeß, nach Franz Kafka, André Gide, Jean-Louis Barrault,  23. Januar 195(3?), 19. Oktober 1960
- Dies Leben kommt mir vor als eine Rennbahn, nach Franz Kafka, Samuel Beckett, Andreas Gryphius. 12. Februar 1960

## Belletristik
Romane
- François Rivière, Kafka. Roman zum Film, 1992
- Michael Kumpfmüller: Die Herrlichkeit des Lebens. Verlag Kiepenheuer & Witsch, Köln 2011, ISBN 978-3-462-04326-6.
- Armin Kratzert, Berggasse 19, 2014, Roman, mit Franz Kafka als Hauptfigur
- Klaus-Peter Walter: Sherlock Holmes und der Golem von Prag. (Sherlock Holmes meets Kafka), 2016, ISBN 978-3-95441-287-7.
- Jaroslav Rudiš: Weihnachten in Prag. Illustrationen von Jaromír 99. Luchterhand, München 2023, ISBN 978-3-630-87754-9.
- Janko Ferk: Eine forensische Trilogie. Drei Novellen. Mit Franz Kafka als literarischer Figur. Edition Atelier, Wien 2010, ISBN 978-3-902498-34-2.

Namensverwendung
Einige literarische Werke verwenden Kafkas Namen im Titel, aber nur in einer metaphorischen Bedeutung für skurrile Situationen
- Haruki Murakami: Kafka am Strand, 2002, über die Sinnsuche und Abenteuer eines japanischen Jungen
- Lizzie Doron: Who The Fuck is Kafka?, 2015, über die absurde Situation zwischen Israelis und Palästinensern

Gedicht
Die Publizistin Else Bergmann schrieb ein Gedicht über Franz Kafka „Erinnerung für F. K.“

„Ich habe vielerlei Männer genossen

Neugier des Leibes und heißer Drang

Doch einmal nur himmlischen Grund getroffen

In dieses Lebens jagender Zeit

Es war ein Hauch, kaum wars ein Kuss

Es traf ein leichter, goldner Strahl mein Herz

Ein einzig, winzig-kleiner Augenblick,

Hat meinem ganzen Leben Licht gebracht,

Und deine Worte: Freundschaft, Güte tragend

vielleicht – Unsterblichkeit.“

## Bildende Kunst

### Porträts
Siehe auch Porträts von Franz Kafka

Es gibt über zwanzig Fotografien von Franz Kafka seit seiner Babyzeit.
Künstlerische Porträts wurden aber wahrscheinlich erst nach seinem Tod angefertigt.
- Gerhard Richter: 48 Porträts Franz Kafka, 1971
- Hans Fronius: Radierungen von Franz Kafka, 1984[46]

### Skulpturen
Siehe auch Skulpturen zu Franz Kafka

Es gibt einige Skulpturen als Denkmäler, vor allem in Tschechien.
- Franz-Kafka-Denkmal Prag, Kafka auf einer Person ohne Kopf sitzend
- Franz-Kafka-Kopf, Prag, aus 39 beweglichen Einzelschichten
- „Selbstporträt als Franz Kafka, während er die Novelle Die Verwandlung schrieb“, in Meran, Passerpromenade, von Urs Lüthi 2015, Bronze, 36 × 15 × 15 cm[47]

### Illustrationen
Graphic Novels und Comics
- David Zane Mairowitz, Robert Crumb: Kafka kurz und knapp.  Zweitausendeins, ISBN 3-86150-117-1; illustrierter Essay über Leben und Werk, 1995, 6. Auflage 2001.
- Peter Kuper, The metamorphosis (Die Verwandlung), 2003

- Chantal Montellier, David Zane Mairowitz: Proceß, Knesebeck
- Éric Corbeyran, Richard Horne, La metamorphosis (Die Verwandlung), 2010
- Moritz Stetter, Das Urteil, 2015

### Fotografien
- Es gibt über 20 fotografische Darstellungen von Franz Kafka
- Jan Jindra: Wege des Franz K. Schauplätze aus Leben und Werk F. K.s in Fotografien. Ausstellung in Düsseldorf im Herbst 2006, danach in Dresden

### Briefmarken
Es gab bisher nur wenige Briefmarken zu Franz Kafka, die aber alle künstlerisch sehr anspruchsvoll gestaltet sind.
- ČSSR, 1969, 2 Kčs (Kronen), für UNESCO Gedenken von Persönlichkeiten
- BR Deutschland, 1983, 80 Pfennig, zum 100. Geburtstag
- Israel, 1998, 0,90 Schekel, Reihe bedeutender israelischer Persönlichkeiten
- Deutschland, 2008, 55 Cent
- Tschechische Republik 2013, zum 130. Geburtstag

## Namensgeber
Straßen
Es gibt einige Straßen und Plätze, die nach Franz Kafka benannt sind, ebenso einige Gebäude
Asteroid
- (3412) Kafka, ein Asteroid des inneren Hauptgürtels

Musikbands
- Die tschechische Band Kafka benannte sich nach dem Schriftsteller
- Die Band Gregor Samsa benannte sich nach der Hauptfigur der Erzählung Die Verwandlung.
- Die Band Samsas Traum bezieht ihren Namen ebenso nach dieser Erzählung Die Verwandlung.
- Die Band Blumfeld ist nach der Hauptfigur aus der Erzählung Blumfeld, ein älterer Junggeselle benannt.

Computer- und Videospiele
- Das Computerspiel Resident Evil: Revelations 2 zitiert mehrfach aus Kafkas Werken und enthält zudem Kafkas Zeichnungen als Sammelobjekte.
- „The Franz Kafka Videogame“ wurde vom Spielepublisher Daedalic Entertainment im April 2017 vom mif2000 entwickelt, das von diversen Werken Kafkas inspiriert ist.